# The Ward : L'Hôpital de la terreur
Pour les articles homonymes, voir The Ward.
Pour plus de détails, voir Fiche technique et Distribution.
The Ward : L’Hôpital de la terreur (John Carpenter's The Ward) est un film d'horreur américain réalisé par John Carpenter, sorti en 2011.

## Synopsis
En 1966, Kristen (Amber Heard), une jeune femme, se retrouve enfermée dans un hôpital psychiatrique de North Bend, dans l'Oregon, après avoir été retrouvée près d'une ferme abandonnée qu'elle venait d'incendier.
A la tombée de la nuit, les pensionnaires de l'hôpital deviennent les victimes de mystérieuses disparitions. La jeune femme se retrouve piégée et perdue entre ces murs où elle est confrontée à un mauvais esprit. Mais alors que le danger se fait de plus en plus pressant, elle va comprendre à quel point ce fantôme est maléfique, bien plus que tout ce qu'elle aurait pu imaginer.

## Fiche technique
Sauf indication contraire, les informations mentionnées dans cette section peuvent être confirmées par la base de données cinématographiques IMDb,  présente dans la section « Liens externes ».
- Titre original complet : John Carpenter's The Ward
- Titre français : The Ward : L'Hôpital de la terreur[2]
- Réalisation : John Carpenter
- Scénario : Michael Rasmussen et Shawn Rasmussen
- Décors : Paul Peters
- Costumes : Lisa Caryl
- Photographie : Yaron Orbach
- Montage : Patrick McMahon
- Musique : Mark Kilian
- Production : Peter Block, Doug Mankoff, Mike Marcus et Andrew Spaulding
- Sociétés de production : FilmNation Entertainment, Premiere Picture, Echo Lake Entertainment, A Bigger Boat et North by Northwest Entertainment
- Sociétés de distribution : XLrator Media/ARC Entertainment (États-Unis), Metropolitan Filmexport (France)
- Pays d'origine : États-Unis
- Langue originale : anglais
- Format : couleur – 35 mm – 2,35:1 (anamorphosé)
- Genre : Horreur
- Durée : 88 minutes
- Dates de sortie[2] :
  -  Royaume-Uni : 21 janvier 2011
  -  États-Unis : 8 juillet 2011
  -  France : 1er février 2012 (uniquement en vidéo[3])
- Classification :
  -  Interdit aux moins de 12 ans lors de sa sortie en DVD et de sa diffusion à la télévision.

## Distribution

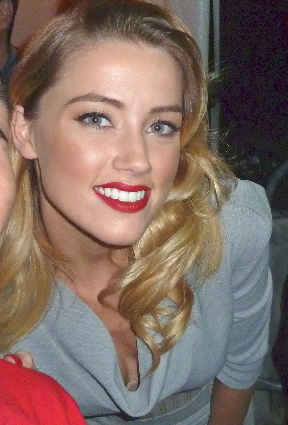
L'actrice principale et productrice Amber Heard, à la première du film au TIFF 2010.

- Amber Heard (VF : Laura Préjean) : Kristen
- Mamie Gummer (VF : Olivia Luccioni) : Emily
- Danielle Panabaker (VF : Elisabeth Ventura) : Sarah
- Lyndsy Fonseca (VF : Adeline Chetail) : Iris
- Laura-Leigh (VF : Joséphine Ropion) : Zoey
- Mika Boorem (VF : Kelly Marot) : Alice Hudson
- Jared Harris (VF : Gérard Darier) : Dr. Stringer
- Susanna Burney (VF : Véronique Augereau) : infirmière Lundt
- D.R Anderson (VF : Alexandre Cross) : Roy
- Sali Sayler : Tammy
- Sydney Sweeney : Alice enfant

Sources et légende : Version française selon le carton de doublage français au cinéma.

## Production

### Genèse et développement
Cela faisait presque dix ans que John Carpenter n'avait pas réalisé de long métrage, après Ghosts of Mars sorti en 2001.

### Tournage
Le tournage a eu lieu principalement dans l'État de Washington (l'hôpital Eastern State de Medical Lake, Spokane, Eastern Washington University de Cheney, Des Moines) ainsi qu'à Los Angeles pour des scènes de flashbacks.

### Musique
La musique du film est composée par le Sud-africain Mark Kilian.
Liste des titres
1. Opening Titles – 2:34
2. Admission – 2:08
3. Runaway – 1:44
4. Kidnapped – 3:26
5. Group Therapy – 2:20
6. Elevator Escape – 1:59
7. The Truth – 2:53
8. Thunderstorm – 1:36
9. Shower Time – 4:09
10. The Morgue – 1:56
11. Burned Alive – 2:48
12. Who Is Alice – 4:42
13. Alice Is Back – 1:14
14. Emotional Trauma – 2:45
15. Ghost Story – 2:43
16. Tormented – 3:49
17. Night Visitor – 2:08
18. Hearing Things – 1:55
19. New Home – 3:07
20. Iris' Pictures – 4:02
21. Looking For Iris – 3:22
22. End Credits – 4:30

## Accueil
Après avoir été présenté au festival international du film de Toronto le 13 septembre 2010, il l'a été au Festival de Sitges en octobre, puis au festival du film de Turin en novembre ainsi qu'au festival international du film fantastique de Bruxelles. Le film sort finalement dans les salles britanniques en janvier 2011.
Après avoir longtemps cherché un distributeur américain, le film est sorti en salles aux États-Unis le 8 juillet 2011.
Le film est disponible au Royaume-Uni et en Australie en DVD et Blu-ray.
En France, le film sort directement en DVD et Blu-ray le 1er février 2012 et reste inédit en salles.